# Cristian Bonilla
Cristian Bonilla (Manizales, Colombia; 2 de junio de 1993) es un exfutbolista colombiano que se desempeñaba como guardameta. Su último equipo fue el San Antonio F. C. de la USL Championship de los Estados Unidos. Entre sus logros, se destaca la consagración de la Copa Libertadores 2016 y la participación en los Juegos Olímpicos 2016 y Copa América Centenario 2016 con la Selección Colombia.

## Trayectoria

### Once Caldas
Bonilla inició toda su carrera en el club Once Caldas del cual formó parte de todas las categorías inferiores, pero posteriormente decidió emigrar hacia Europa en busca de oportunidades y tras no tener éxito en el Manchester City de Inglaterra, decidió volver a Colombia y allí fue acogido por el Boyacá Chicó de Tunja en donde logra debutar gracias al entrenador Alberto Gamero.

### Boyacá Chicó
Su primer club fue el Boyacá Chicó de Tunja donde debutó muy joven en la Copa Colombia. Esto le sirvió para ser convocado a micro-ciclos de la Selección de fútbol de Colombia Sub-15 y Sub-17, ganándose el puesto de titular en la segunda. Luego de disputar siete partidos con su equipo en el Torneo Apertura 2010 de Colombia, el máximo accionista del Boyacá Chicó anuncia su traspaso al club inglés Manchester City. No obstante, no se concreta su traspaso al club inglés

### Atlético Nacional

#### 2012
Luego de su fallido paso al Manchester City inglés, el 1 de julio de 2012 se confirmó el préstamo con opción de compra al Atlético Nacional. Mientras estaba en una convocatoria de la selección sub-20, los porteros Gastón Pezzuti y Franco Armani (primer y segundos porteros respectivamente) sufrieron lesiones durante el partido de ida de la Superliga de Colombia (un desgarro y una rotura de ligamentos cruzados respectivamente) fue convocado para el partido de vuelta de dicha competición.
Con Atlético Nacional ganó la Superliga de Colombia y la Copa Colombia, en el semestre que fichó, con una gran actuación suya en ambas finales (en la Superliga solo jugó el partido de vuelta). A pesar de sus grandes actuaciones (y las del club) quedaron eliminados en los cuadrangulares semifinales por detrás del Independiente Medellín solo por un punto de diferencia. Durante su primer semestre en Nacional jugó 26 partidos (20 de liga, 1 por superliga y 5 por copa Colombia) siendo titular en todos ellos y relegando a Gastón Pezzuti (cuando regresó de su lesión) y a Franco Armani (quien todavía estaba recuperándose de su operación de ligamentos cruzados) a ser suplentes.

#### 2013
Para el 2013 el club no renovó el contrato de Pezzuti, y con la convocatoria de Bonilla al campeonato sudamericano sub-20 donde fue el mejor guardameta del torneo y estando en la selección ideal, catalogado como uno de los mejores arqueros juveniles de América. Bonilla perdió la titularidad del equipo con Luis Martínez (a quien el club había fichado poco después de la marcha de Pezzuti). En julio de 2013 se consagra campeón del torneo apertura de ese año ganándole en la final (en el global) 2 a 0 a Santa Fe, no obstante debido a la vuelta del portero argentino Franco Armani queda relegado como tercer portero del equipo (también detrás de Luis Martínez) sin poder llegar a disputar los partidos de los cuadrangulares semifinales ni la final. Para el segundo semestre su situación no cambió y siguió siendo suplente de Martínez.

#### 2014
Para 2014 no tuvo tanta continuidad , siendo uno de los mejores arqueros del torneo colombiano jugó solo 4 partidos en los cuales tuvo unas excelentes participaciones

### La Equidad
Para el 2015 se va cedido al La Equidad donde se convierte en una de las figuras del equipo siendo llamado a la Selección Colombia.

### Atlético Nacional
Para el Torneo Apertura 2016 vuelve al club dueño de sus derechos, Atlético Nacional.
El 27 de julio de 2016, se consagró campeón de la Copa Libertadores de América.

### La Equidad
El 29 de junio se confirma su regreso a La Equidad Seguros donde estará en calidad de préstamos por un año.

### Al-Fayha FC
El 8 de junio del 2018 se oficializa su traspaso al Al-Fayha FC de la Liga Profesional Saudí.

### Millonarios
Por petición del entrenador Alberto Gamero, el día 17 de julio de 2020 es presentado en las redes sociales del equipo como nuevo jugador del equipo. Firma contrato en condición de préstamo a un año con opción de compra. El 20 de noviembre de 2020 decide renunciar al club, en donde tan sólo disputó un encuentro.

### Retiro del fútbol
A sus 28 años, Cristian Bonilla sorprendió al anunciar su retiro del fútbol activo por motivos personales, haciendo el anuncio a través de redes sociales.

## Selección Colombia

### Categorías inferiores
Fue internacional con la Selección de fútbol de Colombia Sub-17 con la que disputó el Campeonato Sudamericano Sub-17 de 2009 ganando el cuarto lugar de la competición y logrando la clasificación a la Copa Mundial de Fútbol Sub-17 de 2009 siendo gran figura y referente. En aquel mundial la selección Colombia consiguiendo un cuarto lugar, él fue titular en todos los partidos disputados por la selección. En febrero de 2013, estando lesionado, se consagra campeón del Sudamericano Sub-20 disputado en Argentina. Siendo una de las figuras del seleccionado colombiano.
Jugaría los Juegos Olímpicos de Río de Janeiro 2016 con la Selección de fútbol sub-23 de Colombia en el que llegarían a los cuartos de final donde fueron eliminados por los locales y en total recibiría seis goles.

#### Participaciones en Selección Juvenil
| Sudamericano Sub-20                 | Sede                    | Resultado               | PJ                           | GR  | VI |
| ----------------------------------- | ----------------------- | ----------------------- | ---------------------------- | --- | -- |
| Sudamericano Sub-17 de 2009         | Chile                   | Cuarto lugar            | 7                            | -6  | 2  |
| Sudamericano Sub-20 de 2011         | Perú                    | Fase Final              | 0 (8 partidos como suplente) | 0   | 0  |
| Torneo Esperanzas de Toulon de 2011 | Francia                 | Campeón                 | 5                            | -5  | 0  |
| Sudamericano Sub-20 de 2013         | Argentina               | Campeón                 | 8                            | -8  | 4  |
| Torneo Esperanzas de Toulon de 2013 | Francia                 | Subcampeón              | 5                            | -3  | 2  |
| Total en Torneos Sub-20             | Total en Torneos Sub-20 | Total en Torneos Sub-20 | 25                           | -22 | 8  |

#### Participaciones en Copas del Mundo Juveniles
| Mundial                            | Sede                               | Resultado                          | PJ | GR  | VI |
| ---------------------------------- | ---------------------------------- | ---------------------------------- | -- | --- | -- |
| Copa Mundial Sub-17 de 2009        | Nigeria                            | Cuarto lugar                       | 6  | -10 | 1  |
| Copa Mundial Sub-20 de 2011        | Colombia                           | Cuartos de final                   | 5  | -6  | 2  |
| Copa Mundial Sub-20 de 2013        | Turquía                            | Octavos de final                   | 4  | -2  | 2  |
| Total en Copas del Mundo Juveniles | Total en Copas del Mundo Juveniles | Total en Copas del Mundo Juveniles | 15 | -18 | 5  |

#### Participación enJuegos Olímpicos
| Olimpíada                 | Sede                   | Resultado        | PJ | GR | VI |
| ------------------------- | ---------------------- | ---------------- | -- | -- | -- |
| Juegos Olímpicos Río 2016 | Río de Janeiro, Brasil | Cuartos de final | 4  | -6 | 1  |

### Selección absoluta
Es convocado por primera vez a la selección de Colombia de mayores el 11 de mayo del 2015 por el DT José Néstor Pekerman para los 30 preseleccionados mirando hacia la Copa América 2015.
Fue seleccionado en la nómina definitiva de 23 jugadores el 30 de mayo.
En total en la Selección absoluta de Colombia ha tenido un total de 16 convocatorias, aunque no ha sumado ni un solo minuto en cancha.

#### Participaciones enCopas América
| Torneo                  | Sede                   | Resultado              | PJ                           | GR | VI |
| ----------------------- | ---------------------- | ---------------------- | ---------------------------- | -- | -- |
| Copa América 2015       | Chile                  | Cuartos de final       | 0 (4 partidos como suplente) | 0  | 0  |
| Copa América Centenario | Estados Unidos         | Tercer lugar           | 0 (6 partidos como suplente) | 0  | 0  |
| Total en Copas América  | Total en Copas América | Total en Copas América | 0                            | 0  | 0  |

#### Participaciones enEliminatorias al Mundial
| Eliminatoria                        | Sede del Mundial | Posición      | Resultado   | PJ                           | GR | VI |
| ----------------------------------- | ---------------- | ------------- | ----------- | ---------------------------- | -- | -- |
| Eliminatorias Mundial de Rusia 2018 | Rusia            | 4°lugar 27pts | Clasificado | 0 (4 partidos como suplente) | 0  | 0  |

## Estadísticas
| Club                         | Div.                | Temporada           | Liga  | Liga  | Copa Nacional | Copa Nacional | Copa Internacional | Copa Internacional | Total | Total |
| Club                         | Div.                | Temporada           | Part. | Goles | Part.         | Goles         | Part.              | Goles              | Part. | Goles |
| ---------------------------- | ------------------- | ------------------- | ----- | ----- | ------------- | ------------- | ------------------ | ------------------ | ----- | ----- |
| Boyacá Chicó · Colombia      | 1.ª                 | 2010                | 8     | 0     | Inexistentes  | Inexistentes  | Inexistentes       | Inexistentes       | 8     | 0     |
| Boyacá Chicó · Colombia      | 1.ª                 | 2011                | 11    | 0     | 6             | 0             | Inexistentes       | Inexistentes       | 17    | 0     |
| Boyacá Chicó · Colombia      | 1.ª                 | 2012                | 2     | 0     | 3             | 0             | Inexistentes       | Inexistentes       | 5     | 0     |
| Boyacá Chicó · Colombia      | Total club          | Total club          | 21    | 0     | 9             | 0             | 0                  | 0                  | 30    | 0     |
| Atlético Nacional · Colombia | 1.ª                 | 2012                | 20    | 0     | 6             | 0             | 0                  | 0                  | 26    | 0     |
| Atlético Nacional · Colombia | 1.ª                 | 2013                | 15    | 0     | 3             | 0             | 0                  | 0                  | 18    | 0     |
| Atlético Nacional · Colombia | 1.ª                 | 2014                | 4     | 0     | 3             | 0             | 0                  | 0                  | 7     | 0     |
| Atlético Nacional · Colombia | 1.ª                 | 2016                | 16    | 0     | 3             | 0             | 0                  | 0                  | 19    | 0     |
| Atlético Nacional · Colombia | 1.ª                 | 2017                | 6     | 0     | Inexistentes  | Inexistentes  | 0                  | 0                  | 6     | 0     |
| Atlético Nacional · Colombia | Total club          | Total club          | 61    | 0     | 15            | 0             | 0                  | 0                  | 76    | 0     |
| La Equidad · Colombia        | 1.ª                 | 2015                | 28    | 0     | 2             | 0             | Inexistentes       | Inexistentes       | 30    | 0     |
| La Equidad · Colombia        | 1.ª                 | 2017                | 22    | 0     | 1             | 0             | Inexistentes       | Inexistentes       | 23    | 0     |
| La Equidad · Colombia        | 1.ª                 | 2018                | 7     | 0     | Inexistentes  | Inexistentes  | Inexistentes       | Inexistentes       | 7     | 0     |
| La Equidad · Colombia        | 1.ª                 | 2019                | 6     | 0     | Inexistentes  | Inexistentes  | Inexistentes       | Inexistentes       | 6     | 0     |
| La Equidad · Colombia        | 1.ª                 | 2020                | 4     | 0     | 0             | 0             | Inexistentes       | Inexistentes       | 4     | 0     |
| La Equidad · Colombia        | 1.ª                 | 2021                | 30    | 0     | 0             | 0             | 4                  | 0                  | 34    | 0     |
| La Equidad · Colombia        | Total club          | Total club          | 97    | 0     | 3             | 0             | 4                  | 0                  | 104   | 0     |
| Al-Fayha Arabia Saudita      | 1.ª                 | 2018-19             | 15    | 0     | 1             | 0             | Inexistentes       | Inexistentes       | 16    | 0     |
| Al-Fayha Arabia Saudita      | Total club          | Total club          | 15    | 0     | 1             | 0             | 0                  | 0                  | 16    | 0     |
| Millonarios · Colombia       | 1.ª                 | 2020                | 1     | 0     | 0             | 0             | -                  | -                  | 1     | 0     |
| Millonarios · Colombia       | Total club          | Total club          | 1     | 0     | 0             | 0             | 0                  | 0                  | 1     | 0     |
| San Antonio Estados Unidos   | 2.ª                 | 2022                | 2     | 0     | 0             | 0             | -                  | -                  | 2     | 0     |
| San Antonio Estados Unidos   | Total club          | Total club          | 2     | 0     | 0             | 0             | 0                  | 0                  | 2     | 0     |
| Total en su carrera          | Total en su carrera | Total en su carrera | 197   | 0     | 28            | 0             | 4                  | 0                  | 229   | 0     |

### Selección nacional
| Selección         | Año               | Amistosos | Amistosos | Eliminatorias Mundialistas | Eliminatorias Mundialistas | Copa Mundial | Copa Mundial | Copa América | Copa América | Otros | Otros | Total | Total |
| Selección         | Año               | Part.     | Goles     | Part.                      | Goles                      | Part.        | Goles        | Part.        | Goles        | Part. | Goles | Part. | Goles |
| ----------------- | ----------------- | --------- | --------- | -------------------------- | -------------------------- | ------------ | ------------ | ------------ | ------------ | ----- | ----- | ----- | ----- |
| Sub-17            | 2009              | --        | --        | 8                          | 0                          | 5            | 0            | --           | --           | --    | ---   | 13    | 0     |
| Sub-17            | Total             | 0         | 0         | 8                          | 0                          | 5            | 0            | 0            | 0            | 0     | 0     | 13    | 0     |
| Sub-20            | 2011              | --        | --        | 0                          | 0                          | 5            | 0            | --           | --           | 5     | 0     | 10    | 0     |
| Sub-20            | 2013              | --        | --        | 8                          | 0                          | 4            | 0            | --           | --           | 5     | 0     | 17    | 0     |
| Sub-20            | Total             | 0         | 0         | 8                          | 0                          | 9            | 0            | 0            | 0            | 10    | 0     | 27    | 0     |
| Olímpica          | 2016              | --        | --        | 2                          | 0                          | --           | --           | --           | --           | 4     | 0     | 6     | 0     |
| Olímpica          | Total             | 0         | 0         | 2                          | 0                          | 0            | 0            | 0            | 0            | 4     | 0     | 6     | 0     |
| Absoluta          | 2015              | 0         | 0         | --                         | --                         | --           | --           | 0            | 0            | --    | --    | 0     | 0     |
| Absoluta          | 2016              | 0         | 0         | --                         | --                         | --           | --           | 0            | 0            | --    | --    | 0     | 0     |
| Absoluta          | 2018              | --        | --        | 0                          | 0                          | --           | --           | --           | --           | --    | --    | 0     | 0     |
| Absoluta          | Total             | 0         | 0         | 0                          | 0                          | 0            | 0            | 0            | 0            | 0     | 0     | 0     | 0     |
| Total en Colombia | Total en Colombia | 0         | 0         | 18                         | 0                          | 14           | 0            | 0            | 0            | 14    | 0     | 46    | 0     |

## Palmarés

### Títulos nacionales
| Título                | Club              | País     | Año  |
| --------------------- | ----------------- | -------- | ---- |
| Superliga de Colombia | Atlético Nacional | Colombia | 2012 |
| Copa Colombia         | Atlético Nacional | Colombia | 2012 |
| Torneo Apertura       | Atlético Nacional | Colombia | 2013 |
| Copa Colombia         | Atlético Nacional | Colombia | 2013 |
| Torneo Finalización   | Atlético Nacional | Colombia | 2013 |
| Torneo Apertura       | Atlético Nacional | Colombia | 2014 |
| Superliga de Colombia | Atlético Nacional | Colombia | 2016 |
| Copa Colombia         | Atlético Nacional | Colombia | 2016 |
| Torneo Apertura       | Atlético Nacional | Colombia | 2017 |

### Títulos internacionales
| Título                      | Club                      | País      | Año  |
| --------------------------- | ------------------------- | --------- | ---- |
| Torneo Esperanzas de Toulon | Selección Colombia Sub-20 | Francia   | 2011 |
| Sudamericano Sub-20         | Selección Colombia Sub-20 | Argentina | 2013 |
| Copa Libertadores           | Atlético Nacional         | Colombia  | 2016 |
| Recopa Sudamericana         | Atlético Nacional         | Colombia  | 2017 |

### Distinciones individuales
| Distinción                                    | Año  |
| --------------------------------------------- | ---- |
| Mejor Portero del Torneo Esperanzas de Toulon | 2013 |

## Controversia
En el año 2018 protagonizó una controversia de bigamia en Arabia Saudita, según informó el programa de farándula La Red Caracol.